# Pseudoplumarella versluysi
Pseudoplumarella versluysi är en korallart som först beskrevs av Thomson och Mackinnon 1911.  Pseudoplumarella versluysi ingår i släktet Pseudoplumarella och familjen Primnoidae. Inga underarter finns listade i Catalogue of Life.